# Filo & Peri
Filo & Peri ist ein Trance-Projekt aus New York, bestehend aus Dominic Filopei und Bo Pericic.

## Karriere
Das Duo lernte sich 2003 kennen und noch im gleichen Jahr erschien ihre erste Produktion „Elevation“ auf dem Musiklabel A State of Trance. Während Filo eher ein Rockmusiker ist und vor allem durch 1980er- und 1990er-Jahre-Rockbands beeinflusst wurde, ist Peri mehr auf elektronische Musik fokussiert. Als Duo verbinden sie die beiden Musikrichtungen. Ihr größter Erfolg war die Single „Anthem“, die in den UK-Single-Charts auf Platz 39 kam. Im Jahr 2009 erschien ihr Debütalbum Nightplay.

## Diskografie

### Alben
- 2009: Nightplay

### Singles
- 2003: Elevation
- 2004: I:95 / Spectrum
- 2005: Closer Now (feat. Fisher)
- 2005: Dance with a Devil
- 2005: Electric Funk (feat. Serge Devant)
- 2005: Luana (mit Mike Foyle)
- 2006: Long Train Runnin’
- 2006: Ordinary Moment (feat. Fisher)
- 2006: Triple Crown (feat. Serge Devant)
- 2007: Anthem (feat. Eric Lumiere)
- 2007: Inside of Me (feat. Vanessa Valentin)
- 2007: Need You Tonight (vs. Serge Devant)
- 2007: Something Special (vs. Serge Devant)
- 2008: Shine On (mit Eric Lumiere)
- 2009: Ashley (feat. Aruna)
- 2009: Drops of Jupiter
- 2009: Soul and the Sun (mit Eric Lumiere)
- 2010: Off the Hook (feat. Eric Lumiere)
- 2010: This Night (feat. Audrey Gallagher)
- 2011: Collateral Damage / Propane
- 2012: What You Came Here For
- 2012: Subzero
- 2012: The Hardest Thing (feat. Sara Crockett & Goodbye Pluto)

### Remixe (Auswahl)
- 2004: OceanLab – Satellite
- 2006: Deepsky feat. Jes – Ghost
- 2008: Marco V – Dudak
- 2009: Paul van Dyk – For an Angel 2009
- 2010: Boy George – Amazing Grace
- 2010: Darren Tate vs. Jono Grant – Let the Light Shine In
- 2010: Alex M.O.R.P.H. – Break the Light
- 2011: Dash Berlin feat. Emma Hewitt – Disarm Yourself